# Lista obiektów astronomicznych mających pierścienie
Lista obiektów astronomicznych posiadających pierścienie – lista przedstawiająca ciała niebieskie, które otaczają pierścienie lub istnienie takich struktur jest prawdopodobne.

## Lista
| Nazwa obiektu   | Ilustracja | Typ obiektu       | Liczba pierścieni | Data odkrycia pierścieni | Artykuł w Wikipedii na temat pierścieni |
| --------------- | ---------- | ----------------- | ----------------- | ------------------------ | --------------------------------------- |
| Jowisz          |            | planeta           | 4                 | 1979                     | Pierścienie Jowisza                     |
| Saturn          |            | planeta           | 9                 | 1658                     | Pierścienie Saturna                     |
| Uran            |            | planeta           | 13                | 10 marca 1977            | Pierścienie Urana                       |
| Neptun          |            | planeta           | 6                 | 22 lipca 1984            | Pierścienie Neptuna                     |
| Chariklo        |            | planetoida        | 2                 | 3 czerwca 2013           | Pierścienie Chariklo                    |
| (136108) Haumea |            | planeta karłowata | 1                 | 21 stycznia 2017         | Pierścienie Haumei                      |
| (50000) Quaoar  |            | planeta karłowata | 2                 | 2023                     | Pierścienie Quaoara                     |

## Kontrowersyjne
Istnienie pierścieni wokół księżyca Rea było postulowane na podstawie wstępnych obserwacji. Późniejsze szczegółowe obserwacje sondy Cassini wykluczyły ich istnienie.
Natura materii otaczającej centaura (2060) Chiron nie jest jasna. Postulowane było istnienie dwóch pierścieni, ale kolejne obserwacje nie potwierdziły ich cech, co wskazuje raczej na obecność ewoluujących w krótkim czasie pasm materii.
Prawdopodobna egzoplaneta Proxima Centauri c może być otoczona przez rozległe pierścienie, na co wskazują obserwacje otoczenia gwiazdy w podczerwieni; istnienie samej planety nie jest jednak pewne.
Gwiazda V1400 Centauri (J1407) została zaćmiona przez obiekt, o którym sądzono, że jest planetą z pierścieniami, ale najprawdopodobniej był to niezwiązany obiekt pierwszego planu, otoczony dyskiem pyłowym.